# Michael Joseph Bransfield
Michael Joseph Bransfield (Filadelfia, 8 settembre 1943) è un vescovo cattolico statunitense, dal 13 settembre 2018 vescovo emerito di Wheeling-Charleston. Un'indagine ecclesiastica condotta dall'arcivescovo William Edward Lori e cinque laici esperti ha avuto luogo dopo il suo ritiro per esaminare "molteplici accuse di molestie sessuali su adulti e ingiustizie finanziarie" contro il vescovo. Il rapporto ha rilevato che le accuse di molestie sessuali erano credibili  e ha indicato in modo dettagliato le sue spese stravaganti.

## Biografia
Monsignor Michael Joseph Bransfield è nato a Filadelfia l'8 settembre 1943.

### Formazione e ministero sacerdotale
Ha frequentato la St. Bridget's Grade School, la St. John the Baptist High School e si è diplomato presso la Catholic Catholic High School for Boys. Ha conseguito il Bachelor of Arts in filosofia e il Master of Divinity al seminario "San Carlo Borromeo" di Wynnewood.
Il 15 maggio 1971 è stato ordinato presbitero per l'arcidiocesi di Filadelfia dal cardinale John Joseph Krol.  Il suo primo incarico è stato quello di vicario parrocchiale della parrocchia di Sant'Alberto a Huntington Valley dal 1971 al 1973. Nel 1973 ha conseguito il Master of Philosophy all'Università Cattolica d'America a Washington. In seguito è stato insegnante, cappellano e presidente del dipartimento di religione della Landsdale Catholic High School dal 1973 al 1980, vice-direttore e cerimoniere presso il santuario nazionale dell'Immacolata Concezione di Washington dal 1980 al 1982, direttore dell'amministrazione presso il medesimo santuario dal 1982 al 1986 e rettore del santuario dal 1986 alla nomina episcopale. Il 20 novembre 1986 è stato nominato prelato d'onore di Sua Santità.

### Ministero episcopale
Il 9 dicembre 2004 papa Giovanni Paolo II lo ha nominato vescovo di Wheeling-Charleston. Ha ricevuto l'ordinazione episcopale il 22 febbraio successivo nella cattedrale di San Giuseppe a Wheeling dal cardinale William Henry Keeler, arcivescovo metropolita di Baltimora, coconsacranti il cardinale Theodore Edgar McCarrick, arcivescovo metropolita di Washington, e il vescovo emerito di Wheeling-Charleston Bernard William Schmitt. Durante la stessa celebrazione ha preso possesso della diocesi.
In seno alla Conferenza dei vescovi cattolici degli Stati Uniti è stato tesoriere e membro del comitato per le comunicazioni e del comitato per le collette nazionali.
È stato inoltre amministratore e presidente della Papal Foundation, membro del consiglio di amministrazione del seminario "San Carlo Borromeo", membro del consiglio di amministrazione della basilica del santuario nazionale dell'Immacolata Concezione e membro del consiglio di amministrazione della Catholic Distance University. Fa parte dei Cavalieri di Colombo.
Il 18 aprile 2012 l'Associated Press ha riferito che il vescovo Bransfield era stato accusato di abuso sessuale di un ragazzo nell'arcidiocesi di Filadelfia. Il giorno successivo un notiziario online del Catholic News Service in merito alla questione ha dichiarato:
Le accuse contro monsignor Bransfield sono state dimostrate false quando la presunta vittima è comparsa in giudizio e ha negato categoricamente di essere stato abusata dal vescovo. Tuttavia è stato anche riferito che monsignor Bransfield aveva trasportato diversi ragazzi adolescenti nella fattoria di padre Gana quando l'ex prete li ha molestati e ha permesso a padre Gana di commettere ulteriori molestie nella sua casa al mare.
Il 13 settembre 2018 papa Francesco ha accettato la sua rinuncia al governo pastorale della diocesi. Poco tempo prima era stato accusato di cattiva condotta sessuale con adulti. Venne anche descritto come uno stretto collaboratore dell'ex cardinale Theodore Edgar McCarrick, che si è dimesso dal collegio cardinalizio nel luglio del 2018 per accuse di abusi sui minori e seminaristi maggiorenni. Lo stesso giorno il pontefice ha nominato l'arcivescovo di Baltimora William Edward Lori amministratore apostolico della diocesi. Papa Francesco ha chiesto a monsignor Lori di condurre un'indagine sulle accuse di molestie sessuali su adulti rivolte a monsignor Bransfield.

## Giudizio dell'indagine sulla condotta di monsignor Bransfelds

### Giudizio relativo alle molestie sessuali
Il rapporto di 60 pagine compilato dai cinque investigatori laici supervisionati da William Edward Lori è stato presentato alla Santa Sede nei primi mesi del 2019. Il Washington Post riuscì a ottenere una copia del rapporto finale che ha pubblicato nel giugno successivo. Lo stesso giorno, monsignor Lori ha pubblicato una lettera rivolta ai sacerdoti e ai laici della diocesi nella quale riassumeva le conclusioni dell'indagine. Ha riferito che la squadra investigativa aveva determinato che le accuse secondo le quali monsignor Bransfield aveva molestato sessualmente individui adulti erano "credibili" e ha affermato: "La squadra ha scoperto un modello consistente di allusioni sessuali, commenti e azioni esplicite nei confronti di coloro sui quali l'ex vescovo esercitava l'autorità", in particolare seminaristi e giovani sacerdoti. L'inchiesta non ha concluso che Bransfield non ha intrapreso alcuna "attività criminale"  e Lori ha affermato che "l'inchiesta non ha trovato prove conclusive di cattiva condotta sessuale con minori da parte dell'ex vescovo".
Come riassunto dal Washington Post, il rapporto riportava i resoconti di nove uomini della diocesi che accusavano Bransfield di "averli toccarti o palpeggiati, baciati o esposti a commenti sui loro corpi". Il rapporto affermava che il vicario giudiziale della diocesi aveva tentato di assicurarsi che i ministranti non rimanessero mai soli con il vescovo Bransfield. Il rapporto non menzionava i nomi degli uomini che si sono lamentati della condotta di Bransfield. Lori ha dichiarato che i nomi e i dettagli sottostanti sono stati trattenuti "a causa di problemi di privacy e su richiesta di coloro che presumevano vessazioni da parte del vescovo Bransfield". Il rapporto affermava inoltre che reclami simili sono stati sollevati contro Bransfield quando insegnava in una scuola superiore cattolica e quando era rettore della basilica del santuario nazionale dell'Immacolata Concezione dal 1990 al 2005, che il vicario episcopale per il clero aveva riferito che almeno sei chierici che hanno assistito monsignor Bransfield "erano infranti" delle loro esperienze lavorative sotto di lui, che Bransfield abusava di alcol e farmaci da prescrizione, incluso l'ossicodone, e che questo "ha probabilmente contribuito al suo comportamento molesto e violento". In un'intervista con gli investigatori, Bransfield ha negato di aver tenuto una cattiva condotta sessuale.

### Risultati relativi a irregolarità finanziarie
L'indagine del 2019 su Bransfield ha anche scoperto che per un periodo di dieci anni, Bransfield ha donato un totale di 350 000 dollari ad altri chierici, "inclusi giovani sacerdoti accusati di maltrattamenti e più di una dozzina di cardinali operanti negli Stati Uniti e in Vaticano". Bransfield liquidava gli assegni dal suo conto personale e si faceva rimborsare dalla diocesi. Le donazioni sono arrivate sotto forma di almeno 565 assegni intestati ai chierici riceventi. Ironicamente, Bransfield è stato uno dei coautori di un insieme di linee guida sulle questioni finanziarie diocesane che sono state approvate dalla Conferenza dei vescovi cattolici degli Stati Uniti nel corso dell'assemblea generale del novembre del 2002.
Il rapporto Lori ha anche scoperto che durante il suo mandato di 13 anni come vescovo, Bransfield ha speso 2,4 milioni di dollari di fondi diocesani in viaggi, una notevole quantità dei quali era di tipo personale. Il rapporto ha anche scoperto che egli, insieme a un certo numero di subordinati, spendeva in media circa mille dollari al mese in alcolici; che fiori freschi venivano consegnati ogni giorno alla cancelleria mentre Bransfield era presente, per un costo totale di 182 000 dollari, e che la diocesi "aveva pagato 4,6 milioni di dollari per rinnovare la sua residenza dopo che un incendio aveva danneggiato un singolo bagno". Il rapporto ha rilevato che il consiglio finanziario diocesano era "estremamente passivo" e mancava di adeguati controlli, con "un'assenza quasi totale di qualsiasi revisione significativa delle decisioni finanziarie". Gli investigatori hanno concluso che "il vescovo Bransfield ha adottato uno stile di vita stravagante e sontuoso che era in netto contrasto con i fedeli che serviva e per il suo solo beneficio personale". Bransfield ha negato i risultati del rapporto, ma non ha fornito ulteriori dettagli.

### Raccomandazioni del team investigativo, rimozione dal ministero attivo e conseguenze
Il rapporto della squadra investigativa "raccomanda che Bransfield sia privato dei poteri di vescovo, rimosso dal ministero e costretto a pagare un risarcimento". Chiedeva anche la rimozione dai relativi incarichi di tre suoi assistenti. Nel marzo del 2019, in seguito alla consegna del rapporto delle indagini su Bransfield, Lori lo ha rimosso da "qualsiasi ministero sacerdotale o episcopale nella diocesi di Wheeling-Charleston o nell'arcidiocesi di Baltimora" in attesa della revisione del rapporto da parte della Santa Sede.
Nel giugno del 2019, dopo che i dettagli del rapporto sono divenuti pubblici, il procuratore generale della Virginia Occidentale ha chiesto che il rapporto fosse pubblicato. Il Survivors Network of those Abused by Priests ha invocato un'inchiesta della polizia. La diocesi ha detto che avrebbe rimborsato i costi dell'assistenza psicologica delle "vittime conosciute" di Bransfield. Monsignor Lori, in qualità di amministratore apostolico, ha anche diretto la creazione di un "sistema di segnalazione di terzi" per le accuse contro i vescovi della diocesi.

## Genealogia episcopale
La genealogia episcopale è:
- Cardinale Scipione Rebiba
- Cardinale Giulio Antonio Santorio
- Cardinale Girolamo Bernerio, O.P.
- Arcivescovo Galeazzo Sanvitale
- Cardinale Ludovico Ludovisi
- Cardinale Luigi Caetani
- Cardinale Ulderico Carpegna
- Cardinale Paluzzo Paluzzi Altieri degli Albertoni
- Papa Benedetto XIII
- Papa Benedetto XIV
- Papa Clemente XIII
- Cardinale Marcantonio Colonna
- Cardinale Giacinto Sigismondo Gerdil, B.
- Cardinale Giulio Maria della Somaglia
- Cardinale Carlo Odescalchi, S.I.
- Cardinale Costantino Patrizi Naro
- Cardinale Lucido Maria Parocchi
- Papa Pio X
- Cardinale Gaetano De Lai
- Cardinale Raffaele Carlo Rossi, O.C.D.
- Cardinale Amleto Giovanni Cicognani
- Cardinale John Joseph Krol
- Vescovo Joseph Thomas Daley
- Cardinale William Henry Keeler
- Vescovo Michael Joseph Bransfield